# フレデリック・ラックスタル
フレデリク・ウエリントン・ラックスタル（Frederick Wellington Ruckstull、ドイツ語名:フリードリヒ・リュクシュタール(Friedrich Ruckstuhl)、1853年5月22日 - 1942年5月26日）はフランス、アルザス地方生まれのアメリカ合衆国の彫刻家、美術評論家である。

## 略歴
アルザスのオー＝ラン県のBreitenbach-Haut-Rhinで生まれた。1855年に家族とアメリカに移り、ミズーリ州セントルイスに移った 。20代初めにセントルイスの展覧会を見て、彫刻家になろうと決めるまで様々な仕事をした。セントルイスの美術学校で学び、おもちゃ屋の事務員として働いて、パリで修行する資金を貯めた。1885年にパリの私立の美術学校、アカデミー・ジュリアンに入学し、ギュスターヴ・ブーランジェ(Gustave Boulanger)や カミーユ・ルフェーブル(Camille Lefèvre)、ジャン・ダンプ(Jean Dampt)、アントナン・メルシエ(Antonin Mercié)に学んだ。オーギュスト・ロダンに学ぼうと考えたこともあったが、ロダンのスタイルは気にいらなかったと回想している。
7年ほどヨーロッパで修行した後、1892年にアメリカに戻り、ニューヨークにスタジオを開いた。1893年のシカゴ万国博覧会の展覧会の彫刻部門で大賞を受賞した。この成功で、国内からも作品の注文を受けるようになり、1983年にペンシルベニア州立大学に北軍の将軍、ジョン・ハートランフトの騎馬像を制作した。1893年にはニューヨークのメトロポリタン美術館の美術学校の彫塑、彫刻の教師に任じられた。
南北戦争の南軍で戦った人物の記念像も多く制作した。全国彫刻家協会(National Sculpture Society)の創設年バーであり、美術雑誌「Art World」の編集者も務め、Petronius Arbiterのペンネームで『サテュリコン』の解説も行った。1917年には前衛的な彫刻を攻撃する論陣を張った。1825年にはそれまで執筆したエッセーをまとめて「Great Works of Art and What Makes Them Great」を出版した。
生涯を通じて、アカデミック美術のスタイルの彫刻を制作した。

## 作品

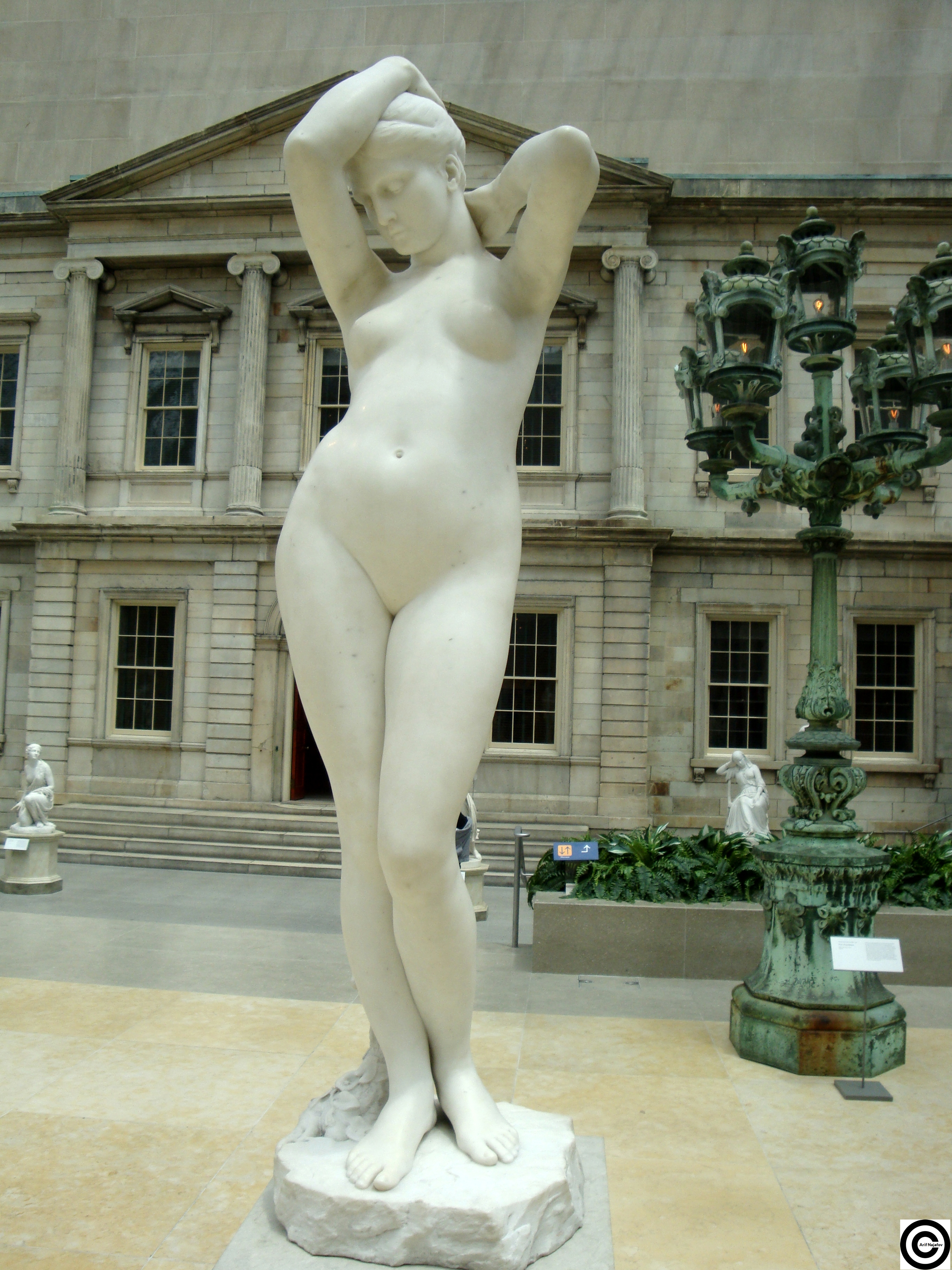
"Eveninng" (1887/1891)、メトロポリタン美術館
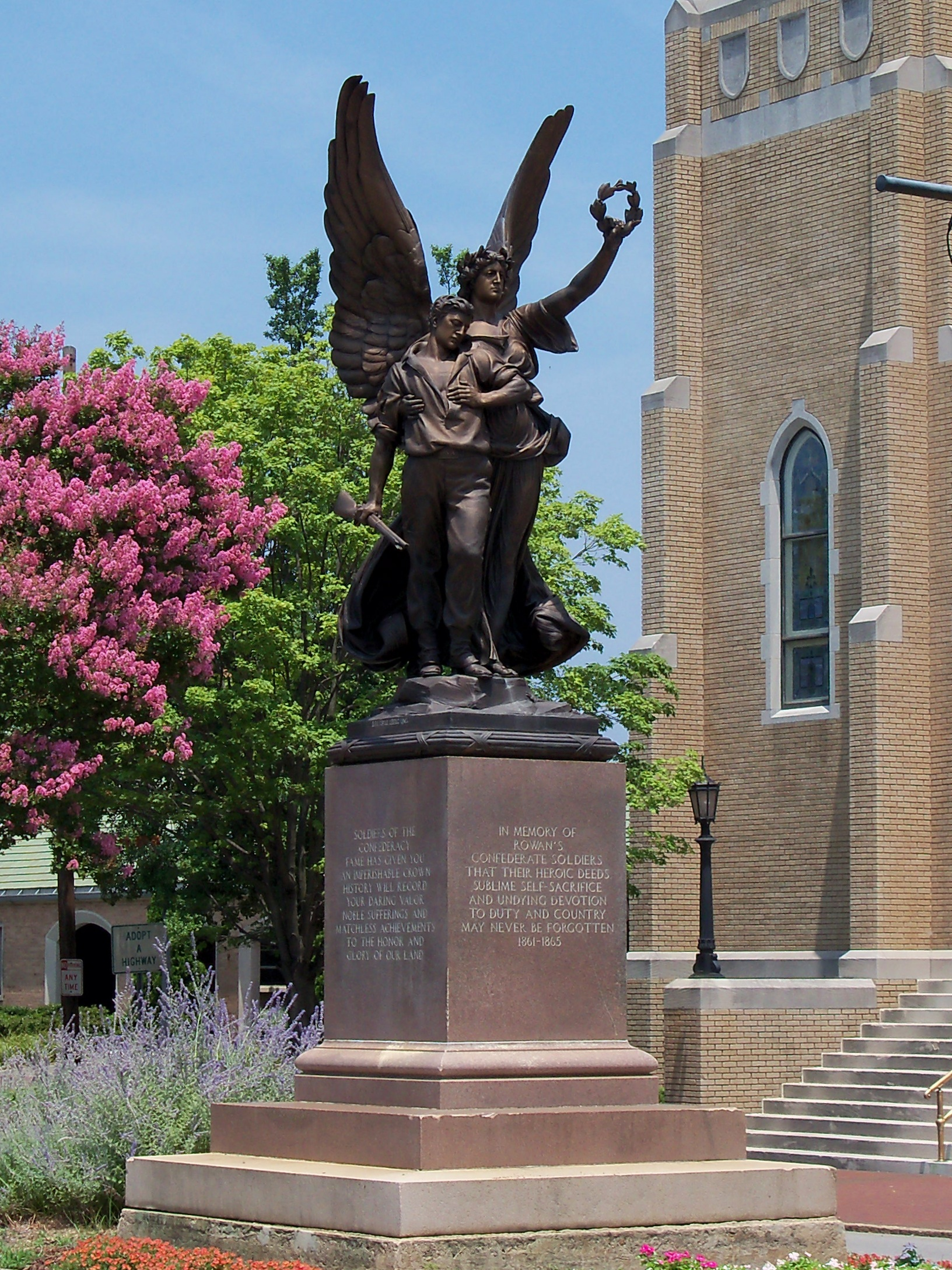
"Gloria Victis "("Glory to the Defeated")、ソールズベリー
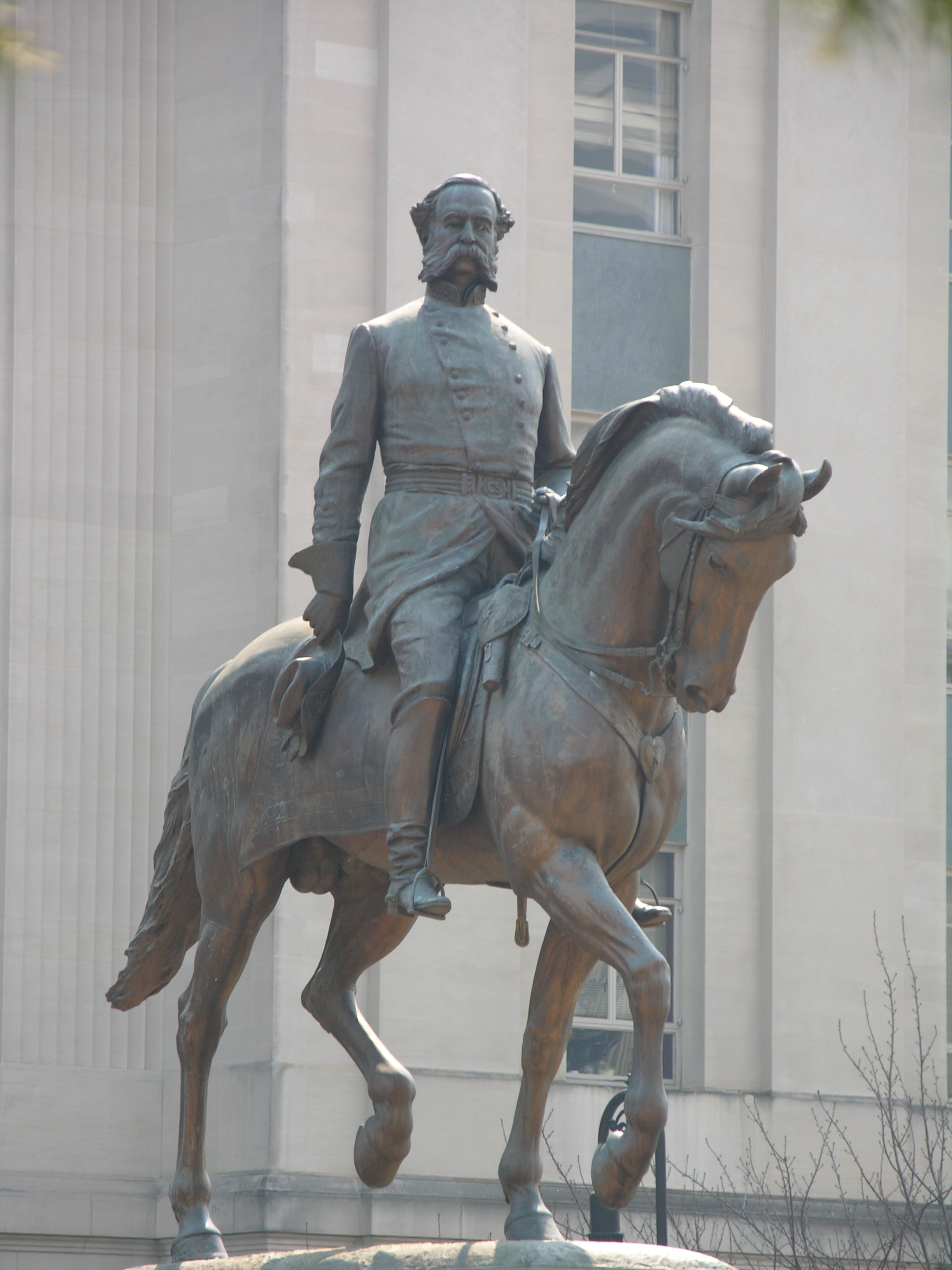
ウェイド・ハンプトン騎馬像、サウスカロライナ州議会議事堂
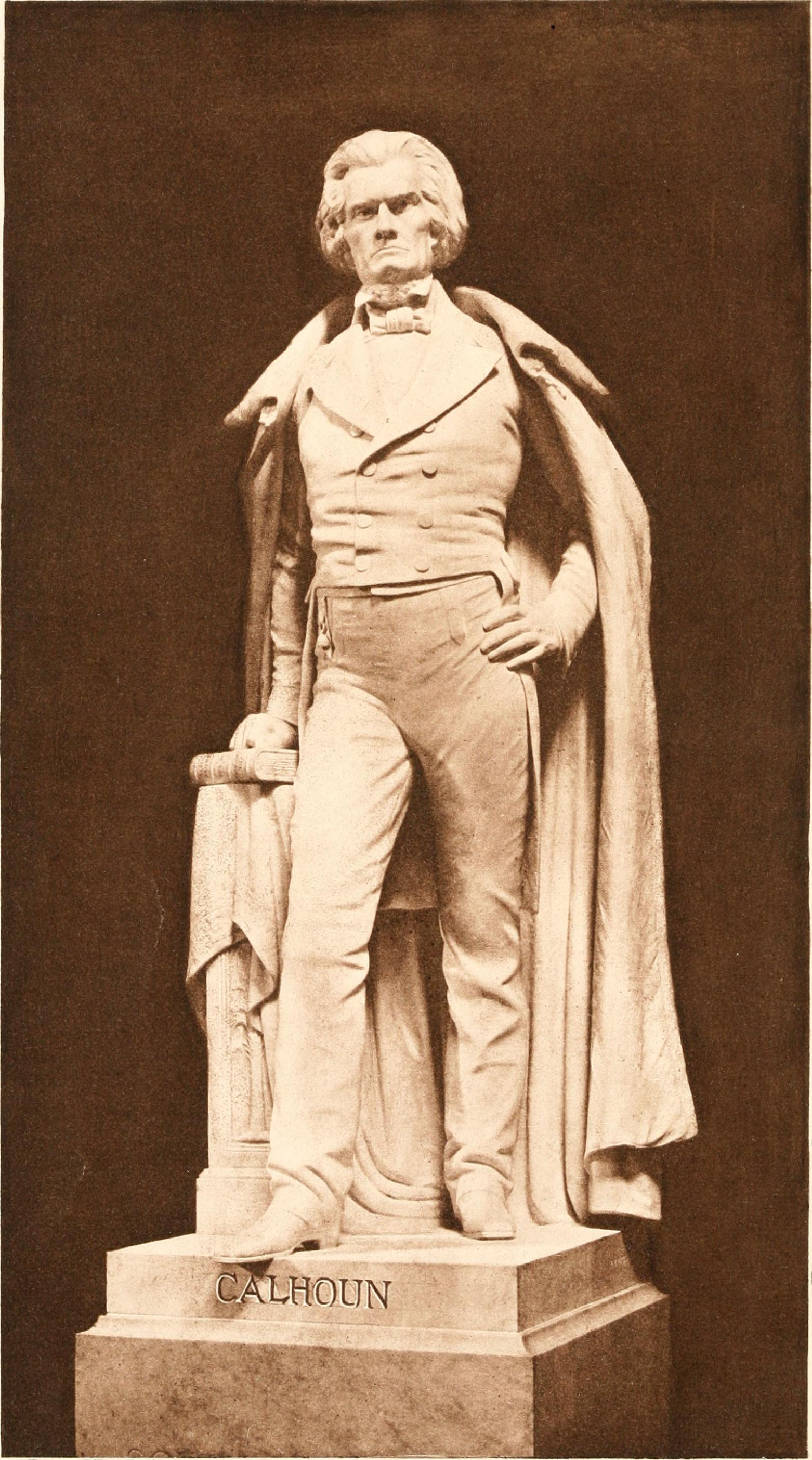
ジョン・カルフーン、国立彫像ホール・コレクション